# Dinosaures (série télévisée)
Pour les articles homonymes, voir Dinosaure (homonymie).
Dinosaures (anglais : Dinosaurs) est une série télévisée américaine de 65 épisodes durant 23 minutes chacun, créée par Michael Jacobs et Bob Young, produite conjointement par Walt Disney Television et la Jim Henson Company.
En France, la série est diffusée à partir du 6 novembre 1993 jusqu'en 1995 dans l'émission Ça me dit... et vous ? sur TF1. 

## Synopsis
La série retrace la vie d'une famille de dinosaures anthropomorphes vivant dans une société de consommation parodiant la société américaine. L'intrigue de la série est centrée sur la famille Sinclair : Earl, Fran, Robbie, Charlene, Baby et Ethyl. Le nom de famille est une référence à la Sinclair Oil Corporation, dont le logo et la mascotte ont été, pendant des décennies, un dinosaure. En référence à la croyance que les gisements de pétrole ont été formés à l'époque des dinosaures. D'autres noms de personnages et de familles dans la série font souvent référence à des compagnies pétrolières rivales ou à des produits pétroliers. Par exemple : Phillips, Hess, BP, Richfield et Ethyl, entre autres.

## Développement
Les articles de presse rédigés à l'époque de la première de l'émission soulignent le lien entre Dinosaures et Jim Henson, qui était décédé l'année précédente. Selon un article paru dans le New York Times, Jim Henson a conçu l'émission en 1988, ajoutant qu'il voulait qu'il s'agisse d'une comédie de situation, mais à propos d'une famille de dinosaures. Selon Alex Rockwell, vice-président de l'organisation Henson, jusqu'au succès des Simpson, « les gens pensaient que c'était une idée de dingue ».
À la fin des années 1980, Henson travaille avec William Stout, un artiste fantastique, illustrateur et designer, sur un long métrage mettant en scène des dinosaures animatroniques, dont le titre provisoire est The Natural History Project ; un article paru en 1993 dans The New Yorker indique que Henson a continué à travailler sur un projet de dinosaures (vraisemblablement le concept Dinosaures) jusqu'aux « derniers mois de sa vie ».
La division télévision de The Walt Disney Company commence à travailler sur la série en 1990 pour CBS avant que la série n'atterrisse sur ABC,, que Disney finit par acquérir. Rafael Montemayor Aguiton du magazine Vulture écrit qu'à sa première aux États-Unis, la série « est un succès », et Michael Jacobs déclare que c'est la raison pour laquelle la chaîne n'avait pas beaucoup interféré dans la production.
Les animatroniques rendent l'émission relativement coûteuse, Stuart Pankin se souvenant que « j'ai entendu dire que c'était l'émission télévisée d'une demi-heure la plus chère, du moins à ce moment-là » et que cela a contribué à l'annulation. Le dernier épisode de la série a fortement marqué le public télévisuel américain de par sa noirceur et son pessimisme.

## Diffusion
En France, la série est diffusée à partir du 6 novembre 1993 jusqu'en 1995 dans l'émission Ça me dit... et vous ? sur TF1. Au Canada, la série commence à être diffusée en rediffusion en 1992 sur The Family Channel et est diffusée jusqu'à la fin des années 1990 ; la série est également diffusée sur CHRO-TV au début et au milieu des années 1990.
Au Royaume-Uni, la série est diffusée sur ITV en 1992 et en rediffusion de 1995 à 2002 sur Disney Channel. En Australie, la série commence à être diffusée sur Seven Network de février 1992 à 1995. En Irlande, au milieu des années 1990, l'émission est diffusée le dimanche soir sur RTÉ Two (connu à l'époque sous le nom de Network 2). En 1994, elle est diffusée en Italie sur Rai 1. L'émission est également diffusée sur TV3, puis est transférée en 2003 sur TV2 en Nouvelle-Zélande, KBC au Kenya et M-Net en Afrique du Sud. Au Brésil, l'émission est diffusée sur Rede Globo de 1992 à 1999, sur SBT entre 2003 et 2005, sur Band entre 2007 et 2011, et sur Canal Viva en 2014. Au Mexique, l'émission est diffusée sur Canal 5.

## Distribution
- Stuart Pankin (VF : Richard Darbois) : Earl Sinclair
- Jessica Walter (VF : Marion Game puis Évelyne Grandjean) : Frances « Fran » Sinclair (née Phillips)
- Jason Willinger (VF : Thierry Ragueneau) : Robert « Robbie » Sinclair
- Sally Struthers (VF : Nathalie Mazéas) : Charlene Sinclair
- Kevin Clash (VF : Luq Hamet) : Bébé Sinclair
- Brian Henson (VF : Lily Baron) : Ethyl Phillips (née Hinkleman)
- Sam McMurray (VF : Henri Guybet) : Roy Hess
- Sherman Hemsley (VF : Michel Barbey) : Bradley P. Richfield

## Épisodes
(février 2025).

### Première saison (1991)
1. La Naissance du bébé (The Mighty Megalosaurus)
2. La Danse du mâle (The Mating Dance)
3. Le Jour de liberté (Hurling Day)
4. Quand Earl rencontre Gary (High Noon)
5. Le Jour du hurlement (The Howling)

### Deuxième saison (1991-1992)
1. Sa Majesté Bébé (The Golden Child)
2. Le Challenge des familles (Family Challenge)
3. Bœuf ou carottes (I Never Ate for My Father)
4. La Queue de Charlène (Charlene's Tale)
5. Les Derniers des Mets Délices (Endangered Species)
6. L'Employé du mois (Employee of the Month)
7. Les Révoltés du frigo (When Food Goes Bad)
8. Pousseur d'arbres et Compagnies (Career Opportunities)
9. L'Amour en danger (Unmarried... With Children)
10. Comment attirer les filles [13] (How to Pick Up Girls)
11. Quand les bébés s'emmêlent (Switched at Birth)
12. Le Jour du frigo (Refrigerator Day)
13. ? (What "Sexual Harris" Meant)
14. Radio Fran (Fran Live)
15. La Cloche et Les Méchants (Power Erupts)
16. La Compil (The Clip Show)
17. Une Nouvelle Feuille [14] (A New Leaf)
18. Pas de paradis pour Miss Phillips (The Last Temptation of Ethyl)
19. La Guerre des noix (Nuts to War (Part 1))
20. Les Mastodontes du front (Nuts to War (Part 2))
21. Et Le gagnant est… (And the Winner Is...)
22. Charlène se prend une veste (Slave to Fashion)
23. Robbie et les Charognards (Leader of the Pack)
24. La Famille, c'est comme ça (WESAYSO Knows Best)

### Troisième saison (1992-1993)
1. Pas de trône pour Bébé Sinclair (Nature Calls)
2. Motus et Fioute cousue (Baby Talk)
3. Dino-dimat (Network Genius)
4. La Découverte (The Discovery)
5. Le Loup-garou de Pangaea (Little Boy Boo)
6. La Maladie du bonheur (Germ Warfare)
7. La Croqueuse de caïmans (Hungry for Love)
8. Y a-t-il un flic pour buter les gosses ? (License to Parent)
9. Le Monde selon Charlène (Charlene's Flat World)
10. Un week-end mouvementé (Wilderness Weekend)
11. Y a-t-il quelqu'un pour tondre la pelouse ? (The Son Also Rises)
12. Quand les poupons s'en mêlent (Getting to Know You)
13. Green Card (Green Card)
14. Le Chevalier de la Poêle à frire (Out of the Frying Pan)
15. La Belle et l'Athlète (Steroids to Heaven)
16. Chérie, je vais flinguer les gosses (Honey, I Miss the Kids)
17. Flotte Music (Swamp Music)
18. La Danse du mâle, le retour (Dirty Dancing)
19. Dans un arbre cloué (If I Were a Tree)
20. Rencontre du troisième pote (We Are Not Alone)
21. Danse avec les poux (Charlene and Her Amazing Humans)
22. La Compil 2 (The Clip Show II)

### Quatrième saison (1994)
1. Le Monstre sous le lit (Monster Under the Bed)
2. Super-héros ou super-zéro (Earl, Don't Be a Hero)
3. La Plus Grande Histoire jamais montée (The Greatest Story Ever Sold)
4. Madame Ethyl et son chauffeur (Driving Miss Ethyl)
5. Dommage pour les dommages (Earl's Big Jackpot)
6. Les Deux Démoniaques (Terrible Twos)
7. Les Dinos, la fin (Changing Nature)

### Épisodes inédits
1. Parfum de reptile (Scent of a Reptile)
2. Earl et Pearl (Earl and Pearl)
3. Faut ce qu'il faut (Life in the Faust Lane)
4. Variations sur un parc à thème (Variations on a Theme Park)
5. Dinos machos (Working Girl)
6. L'Initiation (Into the Woods)
7. À bas Georgie (Georgie Must Die)

## Accueil
En septembre 2022, la série dans son ensemble reçoit un taux d'approbation de 91% sur agrégateur Rotten Tomatoes. Sa première saison reçoit une note d'approbation de 83 %, son consensus se lit comme suit : « Dinosaures, marie une marionnette étonnamment expressive avec une satire véritablement drôle des normes sociales, ce qui en fait une sitcom préhistorique avant-gardiste. » Alors que sa quatrième saison reçoit plus d'éloges de la part des critiques, avec un taux d'approbation de 100%.

## Autour de la série
- L'épisode Madame Ethyl et son chauffeur fait référence au film Miss Daisy et son chauffeur (1989).
- Il existe une vidéo mettant en scène le personnage de Earl Sinclair reprenant le tube Hypnotise[18] de Notorious B.I.G.